# David Davis (político)
David Davis (23 de diciembre de 1948) es un político británico del partido Conservador, que es miembro actualmente del parlamento del Reino Unido y también fue componente del gabinete en la sombra de David Cameron entre 2005 y 2010. 
Después del 13 de julio de 2016 es nominado como secretario de Estado para la salida del Reino Unido de la Unión Europea.

## Biografía
Davis nació el 23 de diciembre de 1948 en York, Inglaterra, de una madre soltera. Su abuelo, Walter Harrison, fue un miembro del partido Comunista durante los años 1930.
Davis estudió en una escuela pública, y después se alistó en el Special Air Service, una fuerza de élite del ejército británico, después de que sus calificaciones no fueran suficientes para entrar en la Universidad. Cuando consiguió reunir el dinero para retomar el examen de acceso a la Universidad lo hizo y entre 1968 y 1971 Davis estudió en la Universidad de Warwick. Después continuó estudios en la London School of Economics (1971-73, Master's degree in business) y, más tarde, en la Universidad de Harvard (84-85). Durante 17 años Davis trabajó en la empresa británica Tate & Lyle.

## Carrera política
Fue elegido por primera vez al Parlamento en 1987. Sirvió como ministro en el gobierno de John Major entre 1994 y 1997.
En 2001, después de la dimisión de William Hague, Davis se presentó a las elecciones del líder del Partido Conservador, pero no recibió mucho apoyo.
En 2005, Davis fue uno de los dos candidatos principales, con David Cameron, para el puesto de líder del partido. Cameron ganó las elecciones en el seno de su partido, y nombró a Davis como miembro de su gabinete en la sombra.

## Ideas políticas
Davis está considerado como derechista. En 2002, expresó su apoyo a la pena de muerte. Es euroescéptico, se opuso a las extensiones de los poderes de la Unión Europea.